# Аллоброги
Аллобро́ги (лат. Allobroges) — большой кельтский народ в Нарбонской Галлии, живший между Роной и Изером, в северной части Дофине и Савойи до Женевского озера.
Около 123 года до н. э. аллоброги тщетно пытались защитить Галлию от римлян; в 121 году до н. э. они были подчинены римскому владычеству Квинтом Фабием Максимом (который получил за это прозвище «Allobrogicus» — Аллоброгский), но окончательно вошли в состав Нарбонской провинции лишь при Гае Юлии Цезаре.
По сведениям учёных, именно аллоброги были гесатами, которых во второй половине III века до н.э. наняли племена Цизальпинских галлов: бойи и инсубры, для войны с Римом. Гесаты сражались в битвах при Теламоне и при Кластидии, где они были разбиты.
Главным городом аллоброгов была Виенна, пограничным с гельветами — Генава.